# Vadim Milov
 Vadim Milov  (en rus: Вадим Милов) (nascut l'1 d'agost de 1972 a Rússia, és un jugador d'escacs de nacionalitat suïssa i israeliana, que té el títol de Gran Mestre des de 1993.
A la llista d'Elo de la FIDE del maig de 2020, hi tenia un Elo de 2605 punts, cosa que en feia el jugador número 1 de Suïssa. El seu màxim Elo va ser de 2705 punts, a la llista de juliol de 2008 (posició 28 al rànquing mundial).

## Biografia
Després del col·lapse de l'URSS, en Milov va anar a viure a Israel, on es va estar temporalment, fins que va traslladar-se definitivament a Suïssa, el 1996; lloc on durant la dècada dels 2000 ha estat continuadament entre els tres millors jugadors d'escacs nacionals, conjuntament amb Yannick Pelletier i el també originàriament rus Víktor Kortxnoi. És, i ha estat des de 2004 el jugador suís de més Elo, i va arribar a ser el 22è millor jugador del món (a les llistes d'Elo de la FIDE de juliol i octubre de 2004).
El 2004, quan estava en el seu millor moment de joc, fou un dels jugadors israelians que no van poder participar en el polèmic Campionat del món de la FIDE de 2004, per causa de la seva nacionalitat. El campionat fou organitzat a Trípoli, Líbia, on els jugadors israelians no hi podien entrar. Per solidaritat o per altres raons, un gran nombre de Grans Mestres varen anul·lar la seva inscripció, i vuit dels deu millors jugadors mundials del moment (i els quatre primers) varen refusar de jugar-hi, i finalment el títol fou pel relativament desconegut Rustam Kassimdjanov.

## Resultats destacats en competició
El 1993 guanyà el torneig obert del Festival d'escacs de Biel, a Suïssa, un èxit que va repetir novament en l'edició de 1999. Va guanyar el Campionat Obert d'Austràlia de 1999, celebrat a Sunshine Coast.
D'altres èxits en la pràctica de torneigs inclouen primers llocs a l'obert de Bratto 2001, al torneig de semiràpides de San Pedro del Pinatar (Múrcia) 2001, Aeroflot Open de Moscou 2002 (ex aequo amb altres quatre jugadors, quedà cinquè per desempat), Santo Domingo, Lausana, Ashdod, i Ginebra 2003, Ginebra i Sevilla 2004, i l'U.S. Open de 2005. A finals d'any, va participar en la Copa del món de 2005 a Khanti-Mansisk, un torneig classificatori per al cicle del Campionat del món de 2007, on va tenir una mala actuació i fou eliminat en primera ronda per Levan Pantsulaia. També va obtenir un èxit destacat en guanyar el "Masters" Internacional de ràpides de Còrsega el 2005, a Bastia, tot desfent-se consecutivament d'Arkadij Naiditsch, Judit Polgár, Zoltan Almasi, i de Viswanathan Anand a la final.
Posteriorment, guanyà els torneigs World Open de Filadèlfia, San Marino, i Mérida 2006, Obert de Morelia 2007 (empatat a punts amb Ivan Txeparínov), i Gibraltar 2009 (empatat a punts amb Piotr Svídler).
El 2015 a Leukerbad fou campió de Suïssa.

### Participació en olimpíades d'escacs
En Milov ha participat dos cops a les Olimpíades d'escacs, tot representant dos països diferents, Israel el 1994, i Suïssa, el 2000.
| Any  | Olimpíada       | Ciutat   | Elo propi | Tauler     | Partides | Guanyades | Taules | Perdudes | %     | Posició indiv. | Posició equip |
| ---- | --------------- | -------- | --------- | ---------- | -------- | --------- | ------ | -------- | ----- | -------------- | ------------- |
| 1994 | XXXI Olimpíada  | Moscou   | 2590      | 2n suplent | 9        | 4         | 4      | 1        | 66,7% | 10             | 14            |
| 2000 | XXXIV Olimpíada | Istanbul | 2626      | 2n         | 12       | 3         | 7      | 2        | 54,2% | 41             | 10            |